# Cicadella
Cicadella är ett släkte av insekter som beskrevs av Pierre André Latreille 1817. Cicadella ingår i familjen dvärgstritar.
Kladogram enligt Dyntaxa:
| Cicadella | \| \| Cicadella lasiocarpae \| \| \| \| \| \| Cicadella viridis \| \| \| \| |
|           | \| \| Cicadella lasiocarpae \| \| \| \| \| \| Cicadella viridis \| \| \| \| |
|           | Cicadella lasiocarpae                                                       |
|           |                                                                             |
|           | Cicadella viridis                                                           |
|           |                                                                             |

## Bildgalleri

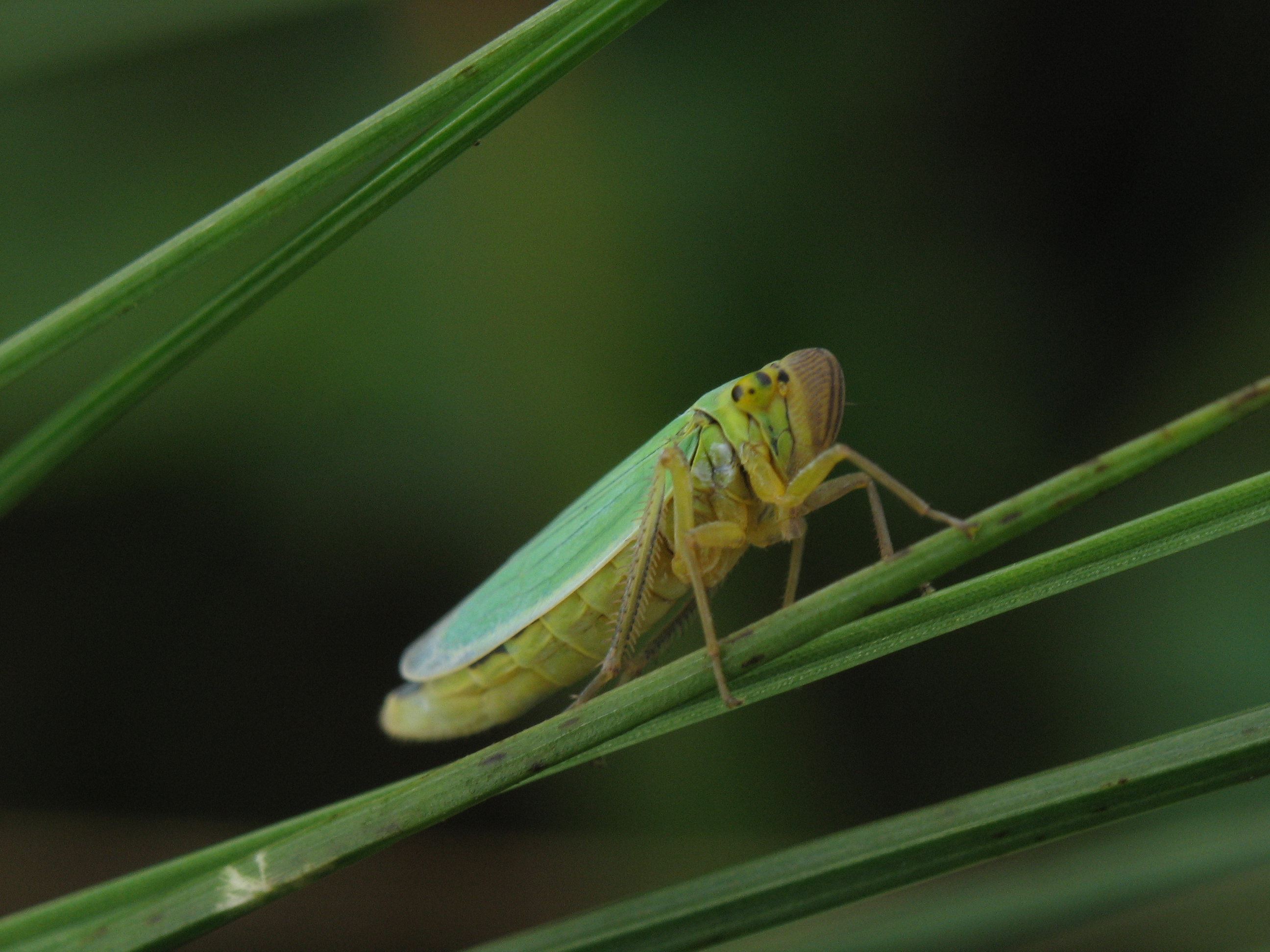
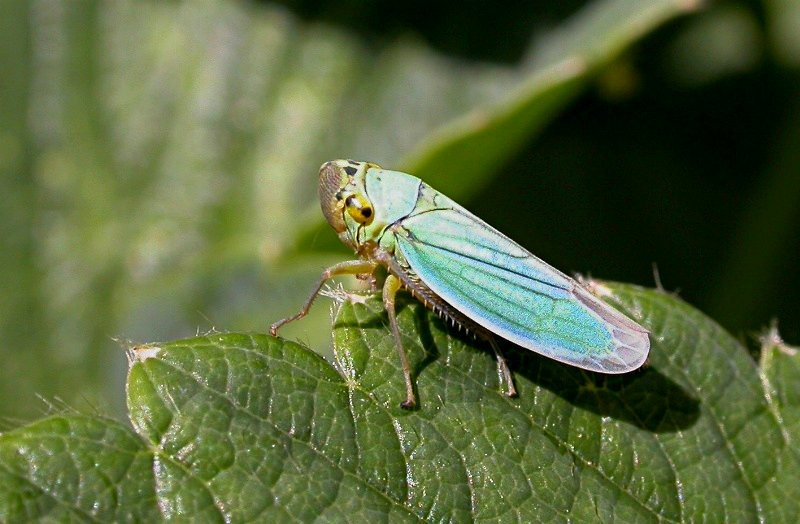
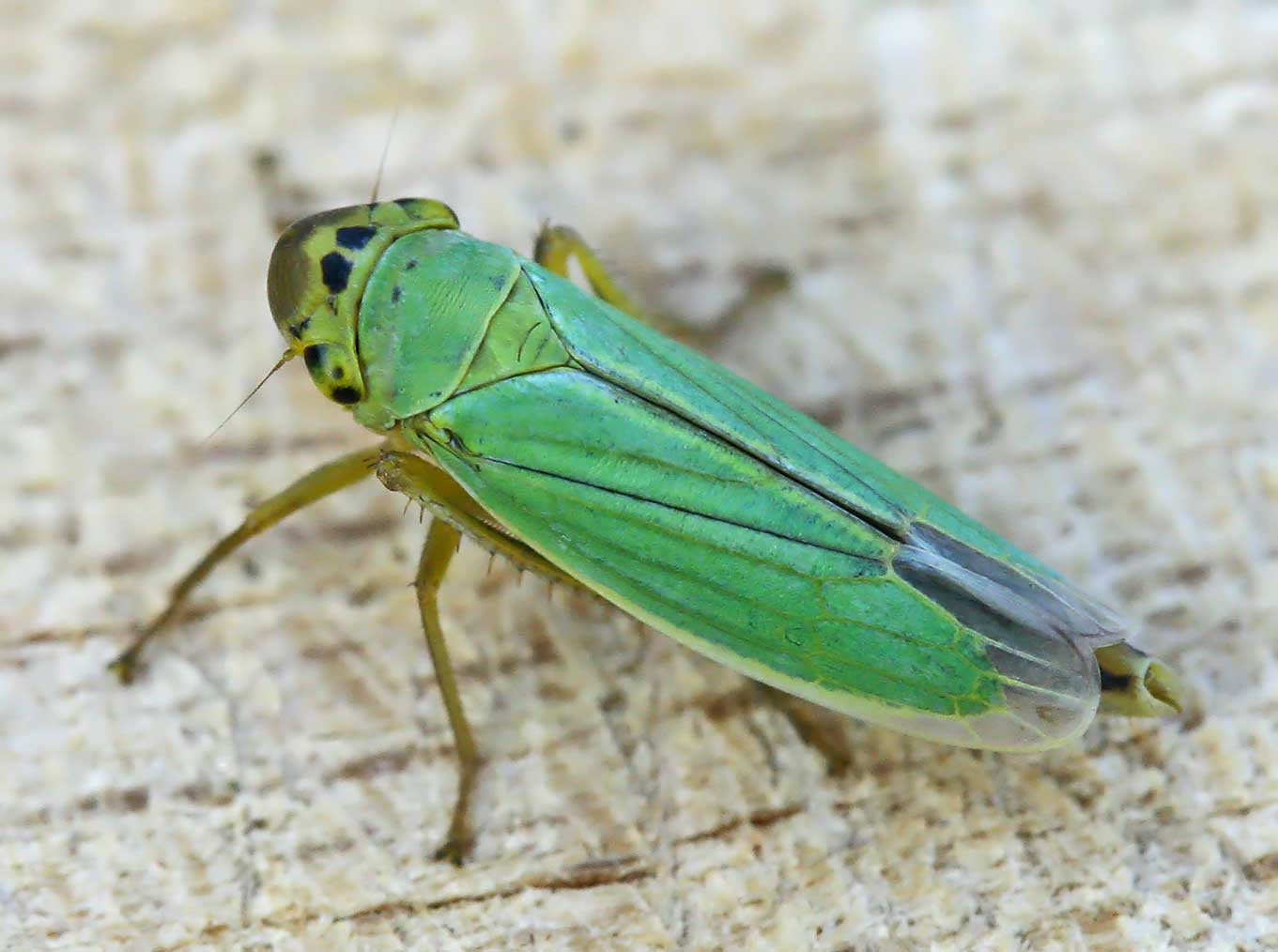
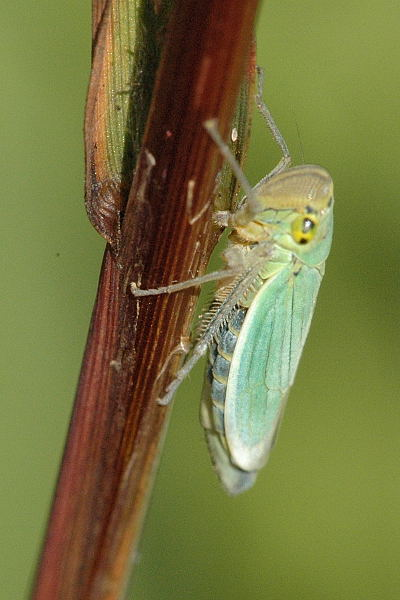
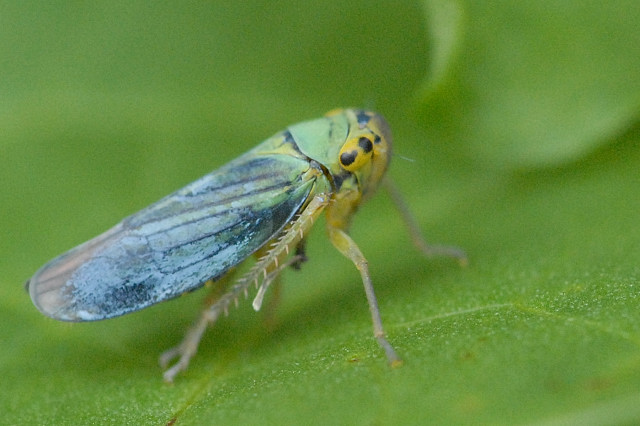
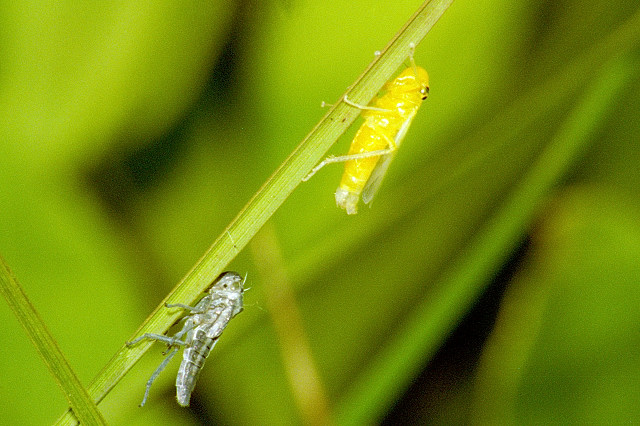